# Borsa Irlandese
Euronext Dublino (in precedenza Borsa irlandese, abbreviato in ISE; in irlandese Stocmhalartán na hÉireann) è la principale borsa valori irlandese, creata nel 1793.
L’Euronext Dublino elenca titoli di debito e di fondi ed è utilizzato come punto di scambio europeo per le aziende che cercano di accedere agli investitori in Europa e oltre. Con oltre 35.000 titoli quotati sui suoi mercati, l'exchange viene utilizzato da oltre 4.000 emittenti provenienti da più di 85 paesi per raccogliere fondi e accedere agli investitori internazionali.
Gli scambi sono regolati dalla Banca Centrale d'Irlanda attraverso la direttiva di regolamentazione dei mercati e degli strumenti finanziari (MiFID) ed è membro della Federazione mondiale delle borse e della Federazione delle borse europee.

## Storia

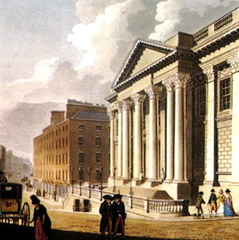
Una rappresentazione della borsa a inizio 1800, realizzata da James Malton

La Borsa irlandese fu riconosciuta per la prima volta dalla legislazione nel 1799 quando il Parlamento irlandese approvò lo Stock Exchange Act. La borsa valori originariamente operava dal Royal Exchange e venne costruita in modo che gli uomini d'affari potessero vendere beni e materie prime e scambiare cambiali. In diversi periodi della sua storia, l'ISE comprendeva una serie di borse regionali, comprese le borse di Cork e di Dublino. Nel 1973, la borsa irlandese si fuse con la borsa britannica e altre borse irlandesi diventando parte della Borsa internazionale di Gran Bretagna e Irlanda (ora chiamata Borsa di Londra).
Nel 1837, Samuel Lewis registrò che gli uffici della borsa furono trasferiti dal Royal Exchange agli edifici commerciali situati in Dame Street, vicino agli attuali uffici della borsa in Anglesea Street a Temple Bar, affermando che:
"l'aumento degli affari commerciali dopo la costruzione di questo edificio ha richiesto ulteriori alloggi in una situazione più conveniente per le transazioni mercantili, la Borsa è stata gradualmente abbandonata e le riunioni ivi tenute trasferite negli Edifici Commerciali a College-green"
Nel 1995 è diventata nuovamente indipendente e nell'aprile 2014 è stata demutualizzata cambiando la struttura societaria e diventando una plc posseduta da numerose società di intermediazione mobiliare.
Al momento della demutualizzazione, i principali agenti di intermediazione del paese ricevettero in borsa azioni per un valore di 56 milioni di euro e divisero 26 milioni di euro di liquidità in eccesso. Davy Stockbrokers ottenne la quota maggiore, con il 37,5%, seguito da Goodbody Stockbrokers con il 26,2%; Investec con il 18%; l'allora Royal Bank of Scotland Group 6,3%; Cantor Fitzgerald 6%; e Campbell O'Connor con il 6%.
Nel marzo 2018, Euronext ha completato l'acquisizione dell'ISE e l'ha ribattezzata Euronext Dublino.

## Mercati
La Borsa irlandese gestisce 4 mercati: il mercato principale dei titoli, nonchè il mercato principale per le società irlandesi e straniere, l’Enterprise Securities Market (ESM) cioè un mercato azionario progettato per le società in crescita, il Global Exchange Market (GEM) ovvero un mercato del debito specializzato per investitori professionali e l'Atlantic Securities Market (ASM), un mercato dedicato alle società che desiderano entrare nella doppia quotazione in Irlanda e negli Stati Uniti.

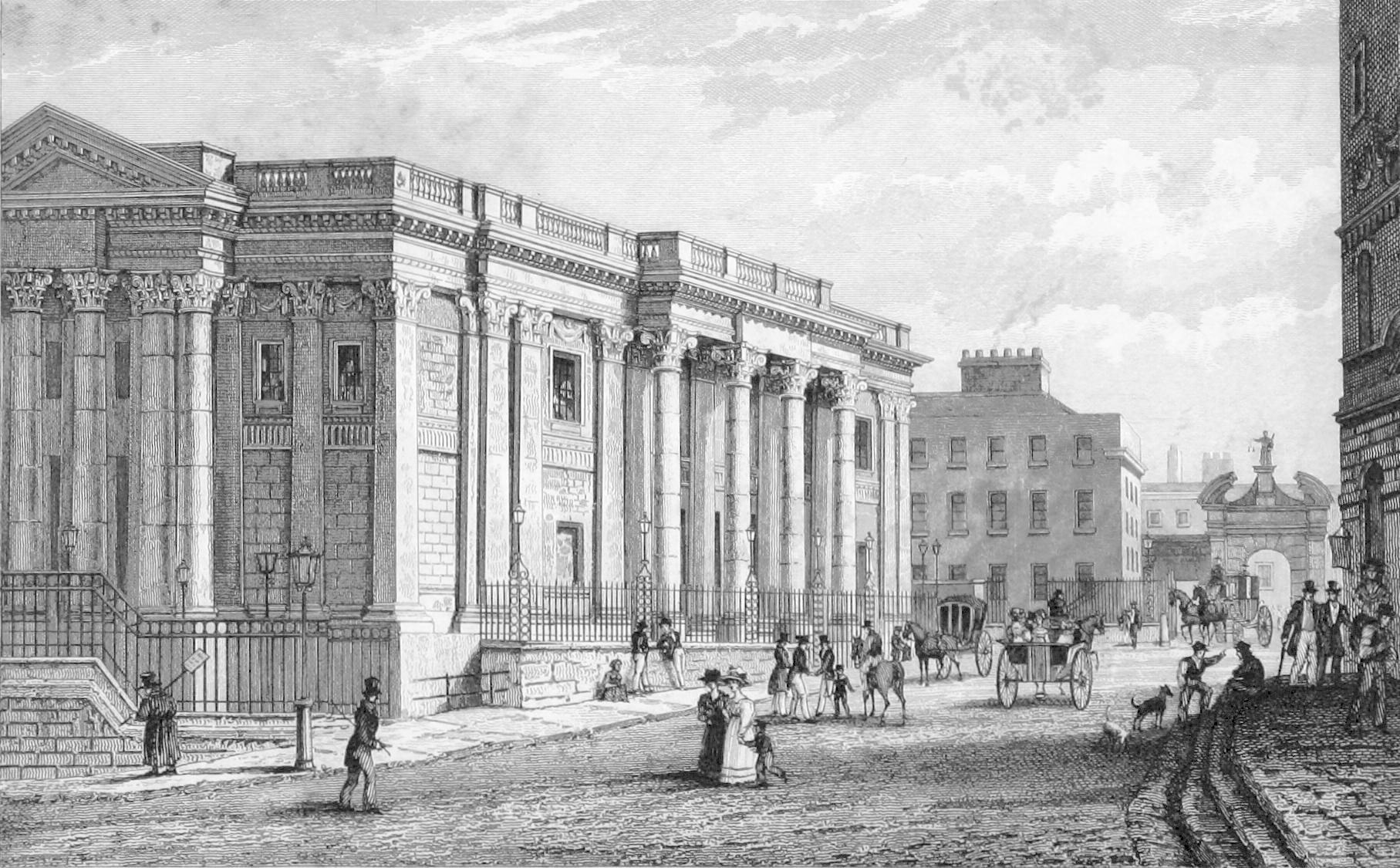
La Royal Exchange nel 1837

## I mercati azionari delle società quotate
Attualmente sono 50 le società con azioni quotate sui mercati della Borsa irlandese.
Esistono tre mercati in cui le aziende possono quotare le azioni sull'ISE:
- Il mercato principale dei titoli (MSM), adatto alle aziende più grandi con notevoli esigenze di finanziamento
- L’Enterprise Securities Market (ESM), per le società ad alta crescita che raccolgono capitale nelle prime fasi di sviluppo
- L’Atlantic Securities Market (ASM), per le società multinazionali che desiderano ampliare il proprio bacino di investitori per includere investitori in dollari e in euro in modo semplificato